# Німа Рінджі Шерпа
Німа Рінджі Шерпа (англ. Nima Rinji Sherpa, неп. निमा रिन्जी शेर्पा, народився у 2006) — непальський альпініст із родини альпіністів-рекордсменів, яка володіє компанією «Seven Summit Treks». Відомий тим, що протягом 2022—2024 років став наймолодшою людиною, яка піднялася на всі чотирнадцять восьмитисячників, що зареєстровано у Книзі рекордів Гіннеса.
Перше з цих сходжень він здійснив у віці 16 років і завершив свій рекорд у віці 18 років 5 місяців і 21 днів. На підкорення всіх цих вершин йому знадобилося лише 740 діб, і за цей час він поставив цілу низку інших рекордів.

## Біографія
Німа народився у відомій родині альпіністів-шерпів. Його батько, Таші Лакпа Шерпа, став наймолодшим, хто піднявся на Еверест без додаткового кисню у 19 років, і здійснив сходження на цю гору вісім разів. Дядьки Німи, Мінґма Шерпа та Чханг Дава Шерпа, були першими сиблінгами, які піднялися на всі 14 восьмитисячників і Сім вершин. Незважаючи на сімейну спадщину, Німа усвідомлював небезпеку альпінізму, ставши свідком близько 30 смертей під час своїх експедицій, включаючи втрату наставника під час сходження лавини.
Німа почав свою альпіністську кар'єру у віці 16 років і швидко отримав визнання серед альпіністської спільноти. За два роки він успішно піднявся на кілька найвищих вершин світу, включаючи Еверест і К2, здійснивши п'ять сходжень менш ніж за п'ять тижнів. Його улюбленою вершиною залишається Аннапурна. Свої сходження він здійснив разом зі своїм напарником Пасангом Нурбу Шерпою за підтримки організації «Seven Summit Treks» і «Fourteen Peaks Expedition».

## Динаміка сходжень на восьмитисячники
Перше сходження на восьмитисячник Німа Рінджі Шерпа здійснив 9 вересня 2022 року на вершину Манаслу, восьму за висотою вершину світу. Він розпочав свою естафету сходжень незабаром після закінчення шкільних іспитів. У всіх експедиціях у нього був напарник — Пасанг Нурбу Шерпа.
Фінальною горою в його списку восьмитисячників стала тибетська Шишабангма, на яку він зійшов 9 жовтня 2024 року. Його альпіністська кар'єра розпочалася у 16 років, відтак за 740 днів він підкорив усі 14 найвищих вершин.
| Гора         | Висота (м) | Дата сходження  |
| ------------ | ---------- | --------------- |
| Манаслу      | 8156       | 9 вересня 2022  |
| Джомолунгма  | 8849       | 24 травня 2023  |
| Лхоцзе       | 8516       | 24 травня 2023  |
| Нангапарбат  | 8126       | 26 червня 2023  |
| Гашербрум I  | 8035       | 18 липня 2023   |
| Гашербрум II | 8035       | 19 липня 2023   |
| Броуд-Пік    | 8051       | 23 липня 2023   |
| К2           | 8614       | 27 липня 2023   |
| Чо-Ойю       | 8201       | 10 жовтня 2023  |
| Дхаулагірі   | 8167       | 29 вересня 2023 |
| Аннапурна    | 8091       | 12 квітня 2023  |
| Макалу       | 8485       | 4 травня 2024   |
| Канченджанґа | 8586       | 8 червня 2024   |
| Шишабангма   | 8027       | 9 жовтня 2024   |